# Ben Folds Five
Ben Folds Five fue un trío creado en Chapel Hill, Carolina del Norte (Estados Unidos) y formado por Ben Folds, Darren Jessee y Robert Sledge. Produjeron álbumes como Whatever and ever amen o Naked baby Photos y canciones como Song for the Dumped o Magic. En sus trabajos destaca el sarcasmo y el humor negro
El último trabajo de la banda fue en 1999 con The Unauthorized Biography of Reinhold Messner, antes de que su líder, Ben Folds, se separara para iniciar una carrera como solista. En 2012 Ben Folds Five se reunió y produjo el álbum The Sound of the Life of the Mind.

## Discografía

### Álbumes de estudio
- Ben Folds Five (1995) - Passenger Records/Caroline Records
- Whatever and Ever Amen (1997, remasterizado digitalmente en 2005) - 550 Music (RIAA: disco de platino)
- Naked Baby Photos (1998) - Passenger/Caroline
- The Unauthorized Biography of Reinhold Messner (1999) - 550 Music

- Datos: Q816495